# John Paul Getty III
Pour les articles homonymes, voir Getty.
 (juillet 2017).
Si vous disposez d'ouvrages ou d'articles de référence ou si vous connaissez des sites web de qualité traitant du thème abordé ici, merci de compléter l'article en donnant les références utiles à sa vérifiabilité et en les liant à la section « Notes et références ».
John Paul Getty III, né le 4 novembre 1956 à Minneapolis et mort le 5 février 2011 à Wormsley Park (en) en Angleterre, est un Américain naturalisé irlandais,  petit-fils du magnat du pétrole J. Paul Getty. Il est principalement connu pour avoir été la victime d'un enlèvement en Italie en 1973. Il est l'aîné des quatre enfants de John Paul Getty Jr. et d'Abigail Getty (née Harris) et le père de l'acteur Balthazar Getty.

## Biographie
John Paul Getty III passe une partie de son enfance et de son adolescence en Italie après l'installation de son père dans le pays pour diriger la branche locale de l'entreprise familiale. Ses parents divorcent en 1964 lorsqu'il est âgé de huit ans et son père se remarie avec Talitha Pol en 1966. Le 10 juillet 1973, il est enlevé à Rome par des malfaiteurs liés à la 'Ndrangheta. Son grand-père refuse de payer la rançon de 17 millions de dollars réclamée par les ravisseurs. Après que les ravisseurs ont coupé une oreille et une boucle de cheveux à leur otage et les ont envoyées au journal italien Il Messaggero le 15 novembre, J. Paul Getty accepte, après négociations avec les ravisseurs, de payer 3 millions de dollars. Son fils, John Paul Getty Jr., doit lui rembourser 800 000 dollars avec intérêts, car 2,2 millions était la somme maximale que John Paul Getty III pouvait faire défiscaliser. Après paiement de la rançon, le petit-fils de J. Paul Getty est relâché et retrouvé vivant le 15 décembre dans une station-service de Lauria. Certains des ravisseurs — proches de la 'Ndrangheta — sont par la suite arrêtés, mais seule une petite partie de l'argent composant la rançon est retrouvée. L'écrivain anglais A. J. Quinnell (en) s’est inspiré de l'enlèvement de Getty pour son livre Man on Fire (en).
John Paul Getty III épouse sa compagne Gisela Schmidt (en) en 1974. Le couple a deux enfants. Très marqué par son enlèvement, il souffre de problèmes d'alcoolisme et de toxicomanie. Il tente une carrière d'acteur et interprète des rôles secondaires dans L'État des choses de Wim Wenders et Le Territoire de Raoul Ruiz. En 1981, après avoir ingéré un mélange d'alcool et de drogues, il fait une surdose qui le laisse tétraplégique, presque aveugle et incapable de parler. Son état s'améliore par la suite, mais il demeure lourdement handicapé jusqu'à sa mort en 2011.

## Dans la fiction
Il est incarné par Charlie Plummer dans le film américain Tout l'argent du monde (2017) et Harris Dickinson dans la première saison de la série télévisée américaine Trust.